# Le Terminus de Rita
Pour plus de détails, voir Fiche technique et Distribution.
Le Terminus de Rita est un film français réalisé par Filip Forgeau, sorti en 1994.

## Fiche technique
- Titre français : Le Terminus de Rita
- Réalisation : Filip Forgeau
- Photographie : Claus Drexel
- Pays d'origine :  France
- Date de sortie : 1994

## Distribution
- Jean-Christophe Bouvet
- Jean-Claude Dreyfus
- Maryel Ferraud
- Bernadette Lafont
- Hans Meyer
- Anne-Marie Pisani